# Медникарово
Медникарово е село в Южна България. То се намира в община Гълъбово, област Стара Загора. Населението му е около 443 души (15 март 2024).

## География
Село Медникарово се намира в полите на Сакар планина и има типичен подбалкански климат.
Територията му заема площ от 33 хиляди декара и се прорязва от дълбоки дерета. През селото тече малката река Соколица. Земята на Медникарово е богата на лигнитни въглища, които се копаят на открито. С тези въглища се захранва ТЕЦ „Марица изток“-1, -2 и -3, и изпращат електроенергия за цялата страна.

## История
В местността „Кюпа“ са намерени антики, статуетки и големи делви. Има и няколко могили – „Рощук“, „Рошава Драгана“. Тези антични предмети дават основание да се твърди, че селото е основано върху заварени тракийски селища. В селото е открит гроб на тракийска принцеса. Гробница от края на втори и началото на трети век е открита от археолози в района на селото. В гробницата са открити чифт златни обеци, сребърна гривна и бронзов пръстен с надпис „Дар на Теодора“.
Първото име на селото е Карапелит. През 1906 година с указ номер 462 от 21 декември, селото е преименувано от Карапелит в Медникарово.

## Икономика
В землището на селото се намират ТЕЦ „Контур Глобал Марица Изток 3“ и завода за гипскартонени плоскости на „Кнауф България“ ЕООД

## Личности
- генерал-лейтенант Георги Костов (1922 – ?) – Бивш председател на ОСО.
- генерал-лейтенант Стоян Минов (1925 – 1992) Бивш началник на ВНВУ Долна Митрополия и заместник командващ ВВС и ПВО.
- генерал-майор Гочо Гочев (р. 1925), български офицер, генерал-майор
- генерал-майор доц. Петко Кипров (1937 – 2016) Бивш ректор на Академията на МВР
- Иван Вълков Дичев. Почетен гражданин на Медникарово
- к. и. н. Динко Атанасов. Антифашист и общественик
- Георги Петров (1919 – ?), български политик от БКП